# Al-Jāḥiẓ
al-Jāḥiẓ (in arabo  الجاحظ‎?) (laqab di Abū ʿUthmān ʿAmr ibn Baḥr al-Kinānī al-Fuqaymī al-Baṣrī; Bassora, 781 circa – Bassora, dicembre 868 o gennaio 869) è stato un celebre erudito arabo, che si ritiene fosse di stirpe afro-arabica o proveniente dall'Africa orientale.
Fu scrittore di opere in prosa in lingua araba e autore di testi di letteratura araba in particolare di adab, biologia e zoologia, storia, filosofia islamica, psicologia islamica, teologia mutazilita e di polemica politico-religioso.

## Biografia

### Gioventù
Non si sa molto della prima parte della vita di al-Jāḥiẓ, ma sicuramente proveniva da una famiglia molto povera. Mawlā della tribù araba dei Banū Kināna, forse di origine abissina, Jāḥiẓ ebbe questo suo soprannome a causa della conformazione dei suoi bulbi oculari sporgenti.
Per aiutare la sua famiglia, era solito vendere pesce lungo uno dei canali di Basra. Tuttavia, nonostante le difficoltà economiche, continuò a cercare di raggiungere un buon livello di istruzione. Si incontrava nel Mirbad con un gruppo di giovani (tra cui al-Aṣmaʿī, Abū Zayd o Abū ʿUbayda), presso la moschea di Baṣra, per discutere di vari argomenti scientifici. Assistette inoltre a diverse letture tenute da eruditi su argomenti filologici, lessicografici e poetici.

### La formazione
Al-Jāḥiẓ continuò i propri studi e, nei successivi venticinque anni, diventò esperto di poesia araba, filologia araba, storia dell'Arabia e della Persia prima dell'avvento dell'Islam, oltre ad aver studiato il Corano e i ḥadīth. Lesse anche testi tradotti di filosofia greca ed ellenistica, soffermandosi soprattutto su quelli di Aristotele. I suoi studi furono facilitati dal fatto che il Califfato abbaside attraversava un momento di forti cambiamenti culturali e intellettuali. I libri erano diventati più facilmente disponibili e questo, naturalmente, agevolava la possibilità di leggere e studiare.

### La carriera
Mentre si trovava ancora a Baṣra, al-Jāḥiẓ scrisse un testo che parlava dell'istituzione del Califfato. Si dice che tale testo abbia rappresentato l'inizio della sua carriera di scrittore, che sarebbe poi diventata la sua professione. La leggenda vuole che sua madre una volta gli avesse donato un vassoio ricolmo di quaderni, dicendogli che si sarebbe guadagnato da vivere per mezzo della scrittura. A partire da quel momento scrisse duecento libri sugli argomenti più vari. Il numero effettivo è incerto, ma ne sono giunti fino a noi una trentina.

### Il trasferimento a Baghdad
Nell'816 si trasferì a Baghdad, all'epoca la capitale del Califfato arabo-islamico, dal momento che il Califfo abbaside al-Maʾmūn favoriva scienziati e studiosi e aveva appena fondato la Casa della Sapienza. Grazie al sostegno del Califfo, al-Jāḥiẓ poté soddisfare il proprio desiderio di raggiungere un uditorio più vasto e farsi riconoscere come ʿālim, e si stabilì quindi a Baghdad (e in seguito a Samarra), dove scrisse gran parte dei suoi trattati. Il Califfo al-Maʾmūn voleva che al-Jāḥiẓ diventasse l'insegnante dei suoi figli, ma poi finì per cambiare idea quando i bambini si spaventarono per la severità del suo sguardo (جاحظ العينين, "Jāḥiẓ al-ʿaynayni"), e si dice che fu in questa occasione che gli venne affibbiato il suo soprannome, anche se in realtà prevale l'ipotesi che esso gli derivasse dall'avere occhi sporgenti.

## Opere

### Kitāb al-ḥayawān(Libro degli animali)
Il Kitāb al-ḥayawān è un'enciclopedia in sette volumi di aneddoti, descrizioni poetiche e proverbi che descrivono più di 350 specie animali, oltre a una serie di altri esseri (anche fantasiosi ma comunque accettati dalla tradizione islamica) come i jinn, visti come "creature viventi". È considerata l'opera più importante di al-Jāḥiẓ.
Nel suo Bestiario, al-Jāḥiẓ per primo fa congetture sull'influenza dell'ambiente naturale sugli animali, sviluppando una sorta di antica teoria dell'evoluzione. Al-Jāḥiẓ valuta l'importanza che l'ambiente ha sulla probabilità di un animale di sopravvivere, e per primo descrive la lotta per la sopravvivenza, teoria collegata a quella della selezione naturale. Le idee che al-Jāḥiẓ esprime riguardo alla lotta per l'esistenza sono riassumibili in questo modo:
(Gary Dargan)
Al-Jāḥiẓ fu anche il primo a parlare di catena alimentare e ne scrisse questo esempio:
(Al-Jahiz)
Fu anche uno dei primi sostenitori del determinismo ambientale e spiegò che l'ambiente può determinare le caratteristiche fisiche degli appartenenti a una certa comunità. Si servì delle proprie teorie sulla selezione naturale e sul determinismo ambientale per spiegare l'origine dei diversi colori della pelle della specie umana, in particolare della pelle nera, che credeva essere frutto dell'ambiente. Citò una regione del Najd settentrionale ricca di pietre di basalto nero, come sostegno alla propria tesi:
(Al-Jahiz)
Nell'XI secolo al-Khaṭīb al-Baghdādī accusò al-Jāḥiẓ di aver copiato parti del suo Kitāb al-Ḥayawān ispirato da Aristotele, ma gli studiosi contemporanei hanno notato che nell'opera di al-Jāḥiẓ l'influenza di Aristotele è presente in maniera piuttosto limitata e che al-Khaṭīb al-Baghdādī potrebbe non aver conosciuto a fondo le opere di Aristotele sulla materia. In particolare, non si ravvisa alcun precedente in Aristotele in teorie di al-Jāḥiẓ, come la selezione naturale, il determinismo ambientale e la catena alimentare.

### Kitāb al-bukhalāʾ(Il libro degli avari)
Si tratta di una raccolta di racconti aventi come tema l'avarizia. Il testo, a carattere umoristico e satirico, è il miglior esempio della prosa di al-Jāḥiẓ. È un'arguta analisi della psicologia umana. Jāḥiẓ ridicolizza insegnanti, mendicanti, cantanti e scribi per il loro comportamento dettato dall'avarizia. Tuttora diverse di queste storie continuano ad essere ristampate su riviste in tutto il mondo arabo. Il libro è considerato uno dei migliori di al-Jāḥiẓ.

### Kitāb al-bayān wa al-tabyīn(Il libro dell'eloquenza e della dimostrazione)
Al-Jāḥiẓ è considerato uno dei più prolifici scrittori di tutti i tempi, giacché si crede che nel corso della sua vita abbia scritto circa 360 libri. Al-bayān wa al-tabyīn, che letteralmente significa eloquenza e dimostrazione è uno dei suoi ultimi lavori, nel quale affronta diversi argomenti, come rivelazioni, discorsi retorici, capi di sette religiose e principi, oltre a mettere in ridicolo gli sciocchi e i pazzi. In questo libro inoltre affronta le similitudini e le convergenze tra l'abilità nell'uso del linguaggio e l'eloquenza, tra l'arte del silenzio e quella della poesia.

### Kitāb mufākharat al-jawārī wa l-ghilmān(Il libro delle lodi sulle concubine e gli efebi)
In lingua araba la parola jawārī è il plurale di jāriya, che significa serva, ma nell'accezione che al giorno d'oggi indicherebbe una concubina o un'amante. Esistevano due generi di servitrici: la jāriya - colei che gestisce la casa e sbriga le faccende quotidiane - era il primo tipo. Il secondo tipo veniva invece chiamato qina. Si trattava di una jāriya abile nel canto, capacità che ne aumentava il valore di mercato rispetto alle altre. Questo particolare tipo di schiava poteva valere grosse somme, di conseguenza divennero sostanzialmente un lusso che potevano permettersi solo principi o ricchi mercanti.
L'altra parola del titolo, ghilmān, è il plurale di ghulām, che potrebbe tradursi con "paggio", "eunuco" o "efebo". Secondo la maggior parte degli studiosi, questo testo è un libro che esprime una sfrenata sensualità, e per mezzo del quale al-Jāḥiẓ affascina il lettore con racconti erotici che rivelano come veniva percepita la sessualità alla sua epoca.

### Risālat mufākharat al-sūdān ʿalā al-bayḍān(Lettera sulla superiorità dei neri sui bianchi)
Al-Jāḥiẓ, riguardo alle persone di pelle nera scrisse:
(Al-Jāḥiẓ)

### Altre opere
Al-Jāḥiẓ scrisse i primi testi di psicologia sociale e animale, oltre ad un certo numero di opere che parlano dell'organizzazione sociale delle formiche e del modo di comunicare degli animali.

## La morte
Dopo aver trascorso più di cinquant'anni a Baghdad, al-Jāḥiẓ tornò a Bassora, dove morì nel mese di Muharram del 255 E./dicembre 868-gennaio 869. Non si conosce con precisione la causa della sua morte, ma la leggenda popolare dice che sia stato vittima di un curioso incidente: i libri che riempivano la sua biblioteca privata un giorno crollarono giù dalla libreria e finirono per schiacciarlo, uccidendolo. Un'altra versione della storia della sua morte dice che si sia invece ammalato e sia poi deceduto.